# Gerrit Voorting
Gerrit Voorting (Velsen, 18 de gener de 1923 - 30 de gener de 2015) va ser un ciclista neerlandès que fou professional entre 1950 i 1961. Al llarg de la seva carrera esportiva aconseguí una vintena de victòries, sent els seus èxits més destacats la medalla de plata als Jocs Olímpics de Londres de l'any 1948 i dues etapes al Tour de França, una el 1953 i una altra el 1958. En aquesta mateixa cursa portà el mallot groc de líder durant quatre etapes, en dues edicions diferents.
El seu germà Adri Voorting també fou un ciclista professional.

## Palmarès
- 1948
  - Medalla de plata a la prova de ruta als Jocs Olímpics de Londres
  - 1r a la Ronda van Midden-Nederland
- 1952
  - Vencedor d'una etapa a la Volta als Països Baixos
- 1953
  - Vencedor d'una etapa al Tour de França
  - 1r al Premi de Machelen
- 1954
  - 1r a Acht van Chaam
  - Vencedor d'una etapa als 3 dies d'Anvers
- 1955
  - 1r del Premi de Zandvoort
- 1956
  - Campió dels Països Baixos en pista dels 50 km
  - 1r del Premi de Kampen
  - 1r del Premi d'Oostende
- 1957
  - Vencedor de 2 etapes a la Volta als Països Baixos
  - 1r al Critèrium Roosendaal
- 1958
  - Vencedor d'una etapa al Tour de França
  - Vencedor d'una etapa a la Volta als Països Baixos
  - 1r al Gran Premi Gran Premi 1r de maig d'Hoboken
  - 1r del Premi de Lummen
  - 1r del Premi de Ninove
- 1959
  - 1r al Critèrium Roosendaal
  - 1r del Premi de Lommel
  - 1r del Premi de Ninove

### Resultats al Tour de França
- 1950. Abandona (11a etapa)
- 1951. Abandona (15a etapa)
- 1952. 22è de la classificació general
- 1953. 17è de la classificació general i vencedor d'una etapa
- 1954. 17è de la classificació general
- 1955. Abandona (8a etapa)
- 1956. 11è de la classificació general. Porta el mallot groc durant 1 etapa
- 1957. 29è de la classificació general
- 1958. 47è de la classificació general i vencedor d'una etapa. Porta el mallot groc durant 3 etapes
- 1959. Abandona (14a etapa)